# Senyoria de Breda
La senyoria de Breda fou una jurisdicció feudal immediata del Sacre Imperi Romanogermànic creada per l'emperador al segle xi amb centre a la ciutat de Breda. És esmentada com a senyoria o com a baronia. El primer senyor conegut fou Enric I de Brunesheim (1080-1125). La família Brunesheim va governar el territori amb el seu fill Gerard Arnulf (fill mort el 1152), Godofreu I (fill mort el 1161), Enric II (germà mort el 1192), Godofreu II (fill mort el 1216), Enric III (germà mort el 1221), Godofreu III (fill, mort el 1227), Enric IV (fill mort el 1254) i Enric V (fill mort el 1268) a la mort del qual la seva germana Isabel el va succeir i el mateix any es va casar amb Arnold de Leuven-Gaasbeek que va governar dins 1287. El 1252 la ciutat de Breda va obtenir carta municipal. La successió va passar per via femenina als Gaveren, senyors de Liedekerke, i el 1327 Adelaida de Gaveren va vendre Breda al duc Joan III de Brabant que en va donar l'usdefruit vitalici a Guillem de Duivenvoorde (1339-1353). El 1350 el feu fou revenut a Joan II de la família dels Polanen de Wassenaar (mort el 1377). Posteriorment l'herència va arribar (1394) a Joana de Polanen (de la casa de Wassenar) que el 1403 es va casar amb Engelbert I de Nassau (1370–1442) que va adquirir així el comtat. Com a part dels dominis de Nassau, Breda fou governada per Guillem I d'Orange-Nassau (1533–1584), stadtholder d'Holanda, Zelanda i Utrecht, cap de la revolta nacional contra els espanyols. El comtat de Breda va romandre unida a la Casa d'Orange-Nassau fins al 1795 quan fou ocupada pels revolucionaris francesos i el comtat abolit.

## Senyors de Breda
- Enric I de Brunesheim 1080-1125
- Gerard Arnul 1125-1152
- Godofreu I 1152-1161
- Enric II 1161-1192
- Godofreu II 1192-1216
- Enric III 1216-1221
- Godofreu III 1221-1227
- Enric IV 1227-1254
- Enric V 1254-1268
- Isabel 1268-1280
- Arnold de Leuven-Gaasbeek 1280-1287
- Sofia (tia d'Isabel) 1287-1291
- Raso I de Gaveren (marit) 1287-1291 (Rasso VI de Gaveren, senyor de Liedekerke)
- Raso II de Gaveren 1291-1306 (fill)
- Raso III de Gaveren 306-1313 (fill)
- Felip de Gaveren 1313-1318 (germà)
- Adelaida de Gaveren (filla) 1318-1327
- Gerard de Rasseghem (marit) 1318-1327
- Joan III de Brabant i I de Breda 1327-1350 +1355)
- Guillem de Duivenvoorde, usufructari, 1339-1352
- Joan II de Polanen 1350-1377
- Joan III de Polanen 1377-1394
- Joana de Polanen 1394-1403 (filla)
- Enric de Leck 1394-1402 (primer marit)
- Engelbert I de Nassau 1403-1442 (segon marit)
- Joan IV de Nassau 1442-1475
- Engelbert II de Nassau 1475-1504
- Enric III de Nassau-Breda 1504-1538
- Renat de Chalon 1538-1544
- Guillem I d'Orange-Nassau 1544-1584 (sense títol del 1568 al 1577)
- Felip-Guillem d'Orange-Nassau (pretendent Maurici d'Orange 1584-1609) 1584-1618
- Maurici d'Orange 1618-1625
- Frederic Enric d'Orange-Nassau 1625-1630
- Joan VIII de Nassau-Siegen (Frederic Enric d'Orange mante la reclamació) 1630-1637
- Frederic Enric d'Orange-Nassau 1637-1647
- Guillem II d'Orange-Nassau 1647-1650
- Guillem III d'Orange-Nassau 1659-1702
- Estats generals 1702-1732
- Guillem IV d'Orange-Nassau 1732-1751
- Guillem V d'Orange-Nassau 1751-1795